# دينيس تشن
دينيس تشن (بالإسبانية: Denis Chen)‏ (9 أغسطس 1977 في غواتيمالا - ) هو لاعب كرة قدم غواتيمالي في مركز الدفاع. شارك مع منتخب غواتيمالا لكرة القدم. أما مع النوادي، فقد لعب مع ميونيسيبال ونادي جالابا ‏ وDeportivo Petapa ‏ وكوبان إمبيريال.

## وصلات خارجية
- دينيس تشن على موقع الاتحاد الدولي (مؤرشف)  (الإنجليزية)
- دينيس تشن على موقع قاعدة بيانات كرة القدم.إي يو (الإنجليزية)
- دينيس تشن على موقع ناشيونال فوتبول تيمز (الإنجليزية)